# Nijeveen
Nijeveen is een dorp in de gemeente Meppel in het zuidwesten van de Nederlandse provincie Drenthe. Het dorp heeft een oppervlakte van ruim 25 km².
Nijeveen was een zelfstandige gemeente waartoe ook de dorpen Kolderveen, Nijeveense Bovenboer en Kolderveense Bovenboer behoorden. Sinds de gemeentelijke herindeling in 1998 is Nijeveen c.a. onderdeel van de gemeente Meppel. De laatste burgemeester van Nijeveen was Henk van der Woude. Een kleiner gedeelte van de ruim 3900 inwoners is protestants christelijk, de overige inwoners zijn van een ander kerkgenootschap of onkerkelijk.

## Geschiedenis

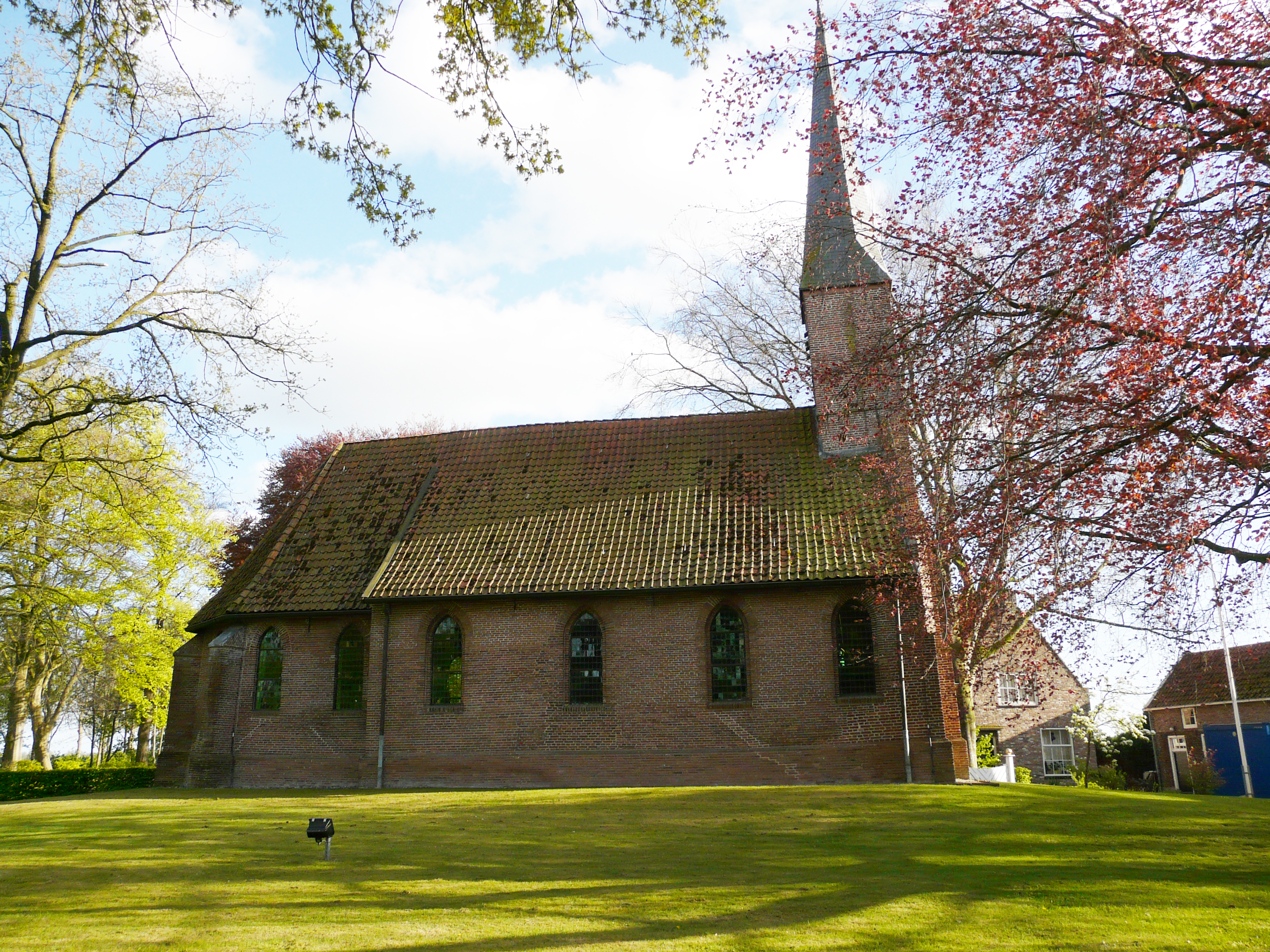
Nederlands hervormde kerk

De geschiedenis van Nijeveen gaat terug tot 1477. In het jaar 1977 is het 500-jarig bestaan van Nijeveen gevierd. Ter gelegenheid daarvan werd in 1977 de uit Duitsland afkomstige en in Nijeveen herbouwde korenmolen "De Sterrenberg" heropend door Z.K.H. Prins Claus. De molen is eigendom van de gemeente Meppel. Hiermee had het dorp tussen 1990 en 2009 twee molens; de andere molen was de in 2009 afgebroken en naar Nieuw-Zeeland verplaatste kleine Lutke's Meule.
Van oudsher bestaat Nijeveen uit lintbebouwing langs de Dorpsstraat met grote boerderijen. Deze zijn nog voornamelijk door agrariërs (veeteelt) in gebruik. Het gebied in en rondom Nijeveen kenmerkt zich als een dubbellint. Aan de zuidzijde loopt het lint van de Dorpsstraat via de Nieuweweg door naar de buurtschap Kolderveen. De noordelijke lintbebouwing bevat de buurtschappen Nijeveense Bovenboer en Kolderveense Bovenboer. 
Havelterveen en Hesselternijeveen zijn oude benamingen van het dorp Nijeveen. Evenzo verwisselde het oude dorp Hesselte ten noordoosten ervan van naam en heet sinds de 17e eeuw Darp (darp, derp = dorp).
In de jaren zeventig werd er een groot stuk bij Nijeveen aangebouwd Aan het eind van de twintigste eeuw werd de Vogelbuurt gebouwd. Dat was een nieuwbouwwijk met grote woningen. Die wijk heet de Vogelbuurt omdat alle straten namen hebben van vogels. Direct na de millenniumwisseling begon de gemeente Meppel met een nieuwbouwplan: Daninge Erve. Omdat er rond 2005 veel vraag was naar nog grotere woningen werd er een villawijk gesticht in Nijeveen. Die wijk kreeg de naam Daninge Erve-Zuid. Begin 2008 kwam de gemeente Meppel met het plan om Daninge Erve-Zuid te gaan uitbreiden.
Tussen Nijeveen en Meppel is een groot nieuwbouwproject gepland: de Nieuwveense Landen. Dit plan zal hoogstwaarschijnlijk pas rond 2050 klaar zijn.

## Geografie
Nijeveen ligt dicht bij Meppel en Steenwijk in Zuid-West Drenthe.
Door Nijeveen loopt de Nijeveense Grifte. Deze waterweg is niet meer bevaarbaar, maar vroeger werden via deze route producten naar de markt in Meppel getransporteerd.

## Bezienswaardigheden
- Nederlands-hervormde kerk met de ernaast gelegen voormalige school
- Molen De Sterrenberg
- Albert Vink Dierenweide
- Burg v d Woudepark
- Herfst 2020: Een vliegenzwam met een doorsnede van zo'n 30 centimeter

## Verkeer en vervoer
Bereikbaar per auto: via de A32 Meppel-Leeuwarden v.v. Op de A32 moet je afslag 3,4 of 5 nemen om in Nijeveen te komen.

## Sport
Er zijn verschillende sportverenigingen actief in Nijeveen. De plaatselijke voetbalclub is SVN '69, de plaatselijke korfbalclub is DOS'46. Daarnaast kent Nijeveen verenigingen voor onder meer badminton, volleybal, (tafel)tennis, handboogschieten, fietsen, kiologen en schaatsen/skeeleren. Vroeger was er een zwembad in Nijeveen, maar dat is nu dicht. De Reddingsbrigade die van het zwembad gebruik maakten is naar Meppel verhuisd. Ook kun je veel muzieklessen volgen in Nijveen, zoals Dwarsfluit.

## Voorzieningen
- Evenemententerrein
- Winkelcentrum Nijeveen
- Korenmolen De Sterrenberg
- Sportpark Tussenboerslanden
- 3 kerken (2 Hervormde en 1 Gereformeerde)
- Dorpshuis de Schalle
- Openluchtzwembad
- Overdekt zwembad de Duker per 1 augustus 2017 gesloten
- Oranjevereniging Nijeveen
- Sporthal "de Eendracht"
- 2 Huisartsenpraktijken

## Evenementen
Nijeveen is een dorp dat van oudsher veel evenementen organiseert. Zo is er elk jaar een dorpsfeest. Dat is het hoogtepunt van het jaar voor vele Nijeveners. Hieronder een aantal evenementen in Nijeveen:
- Feestweek Nijeveen (optredens bekende artiesten, braderie, molenloop, optocht, streetrace)
- Meezingfestijn
- Open Nijeveen dartkoppeltoernooi
- Triatlon
- NK Kubb
- Wielerronde
- Fietstijdritten
- Dobber Pop
- Koningsdag
- 1/2 marathon
- Survivaltocht
- Nieuwjaarsduik (als er ijs ligt wordt er in het zwembad geschaatst)

## Onderwijs
Nijeveen heeft 2 basisscholen, de openbare Commissaris Gaarlandtschool en de protestants-christelijke school De Wel. In Nijeveen is geen voortgezet onderwijs beschikbaar.

## Gezondheidszorg
In Nijeveen is een huisartsenpraktijk gevestigd aan het begin van Kolderveen. Dat was de huisartsenpraktijk Kolderveen van de doktoren Moes en Speelman. In de EO-televisieserie De dorpsdokter uit 2010 is het wel en wee van deze dokterspraktijk zien. Nijeveen heeft ook nog een tandarts en een fysiotherapeut.

## Geboren
- Jan van der Molen (1867-1939), Nederlandse onderwijzer en politicus
- Petrus Johannes Waardenburg (1886-1979), Nederlands oogarts en geneticus
- Haralt Lucas (1980), Nederlands korfballer en korfbalcoach
- Martin Pottjewijd (1982), Nederlands kunstenaar en grafisch ontwerper
- Joey van den Berg (1986), Nederlandse voetballer

## Fotogalerij

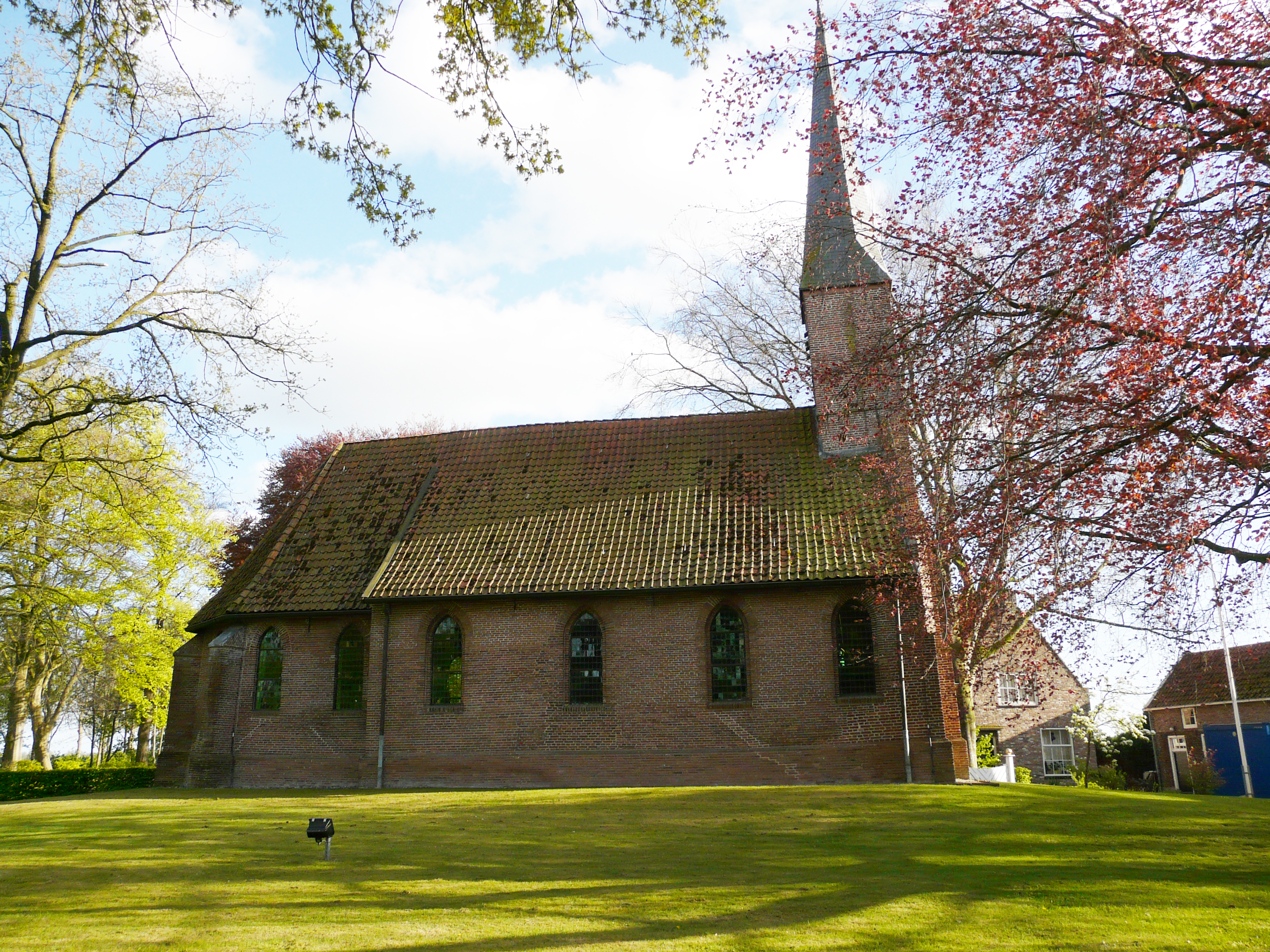
Nederlands Hervormde Kerk aan de Dorpsstraat
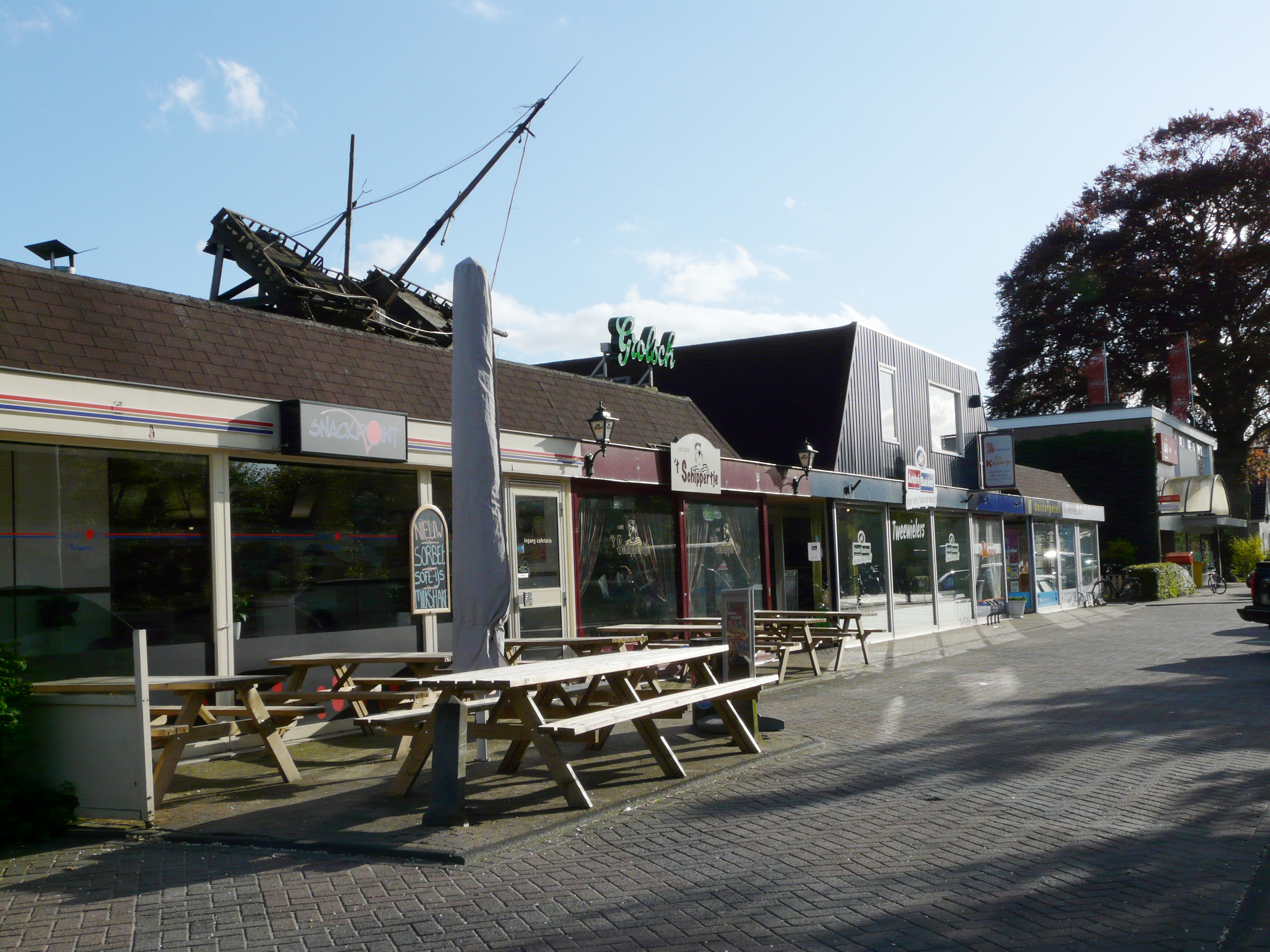
Dorpsstraat (voor de herindeling)
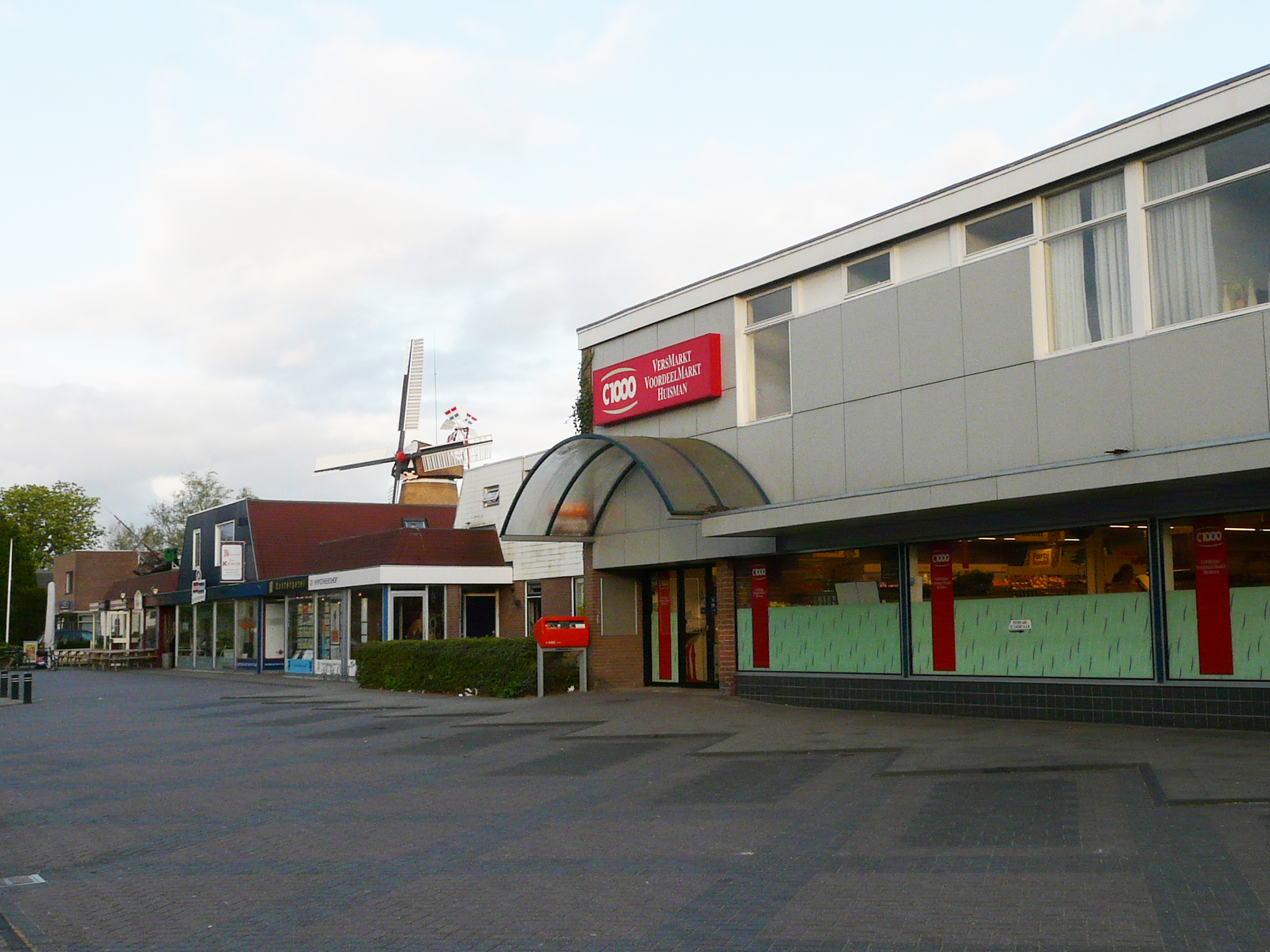
Voormalige C1000
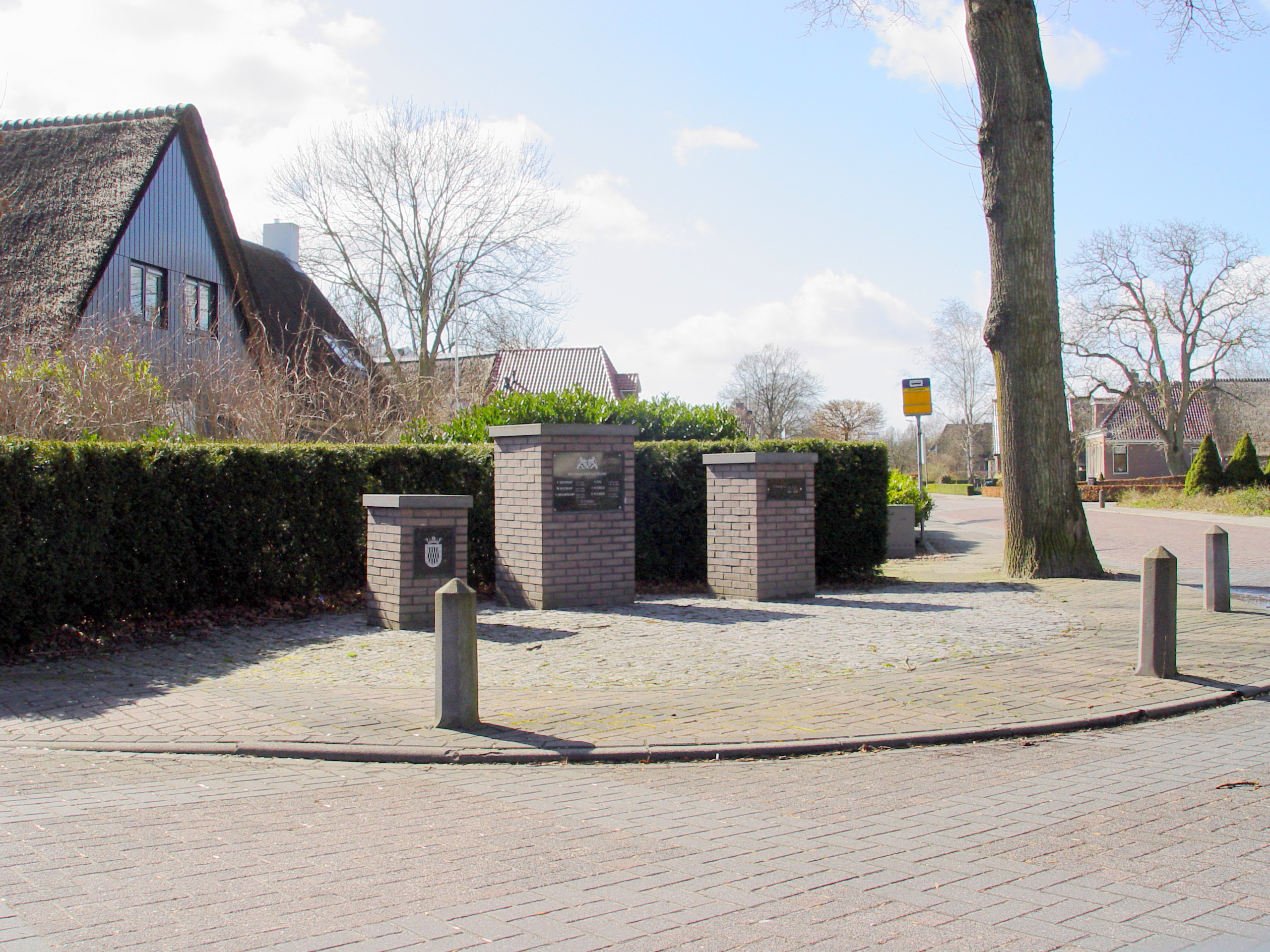
Oorlogsmonument
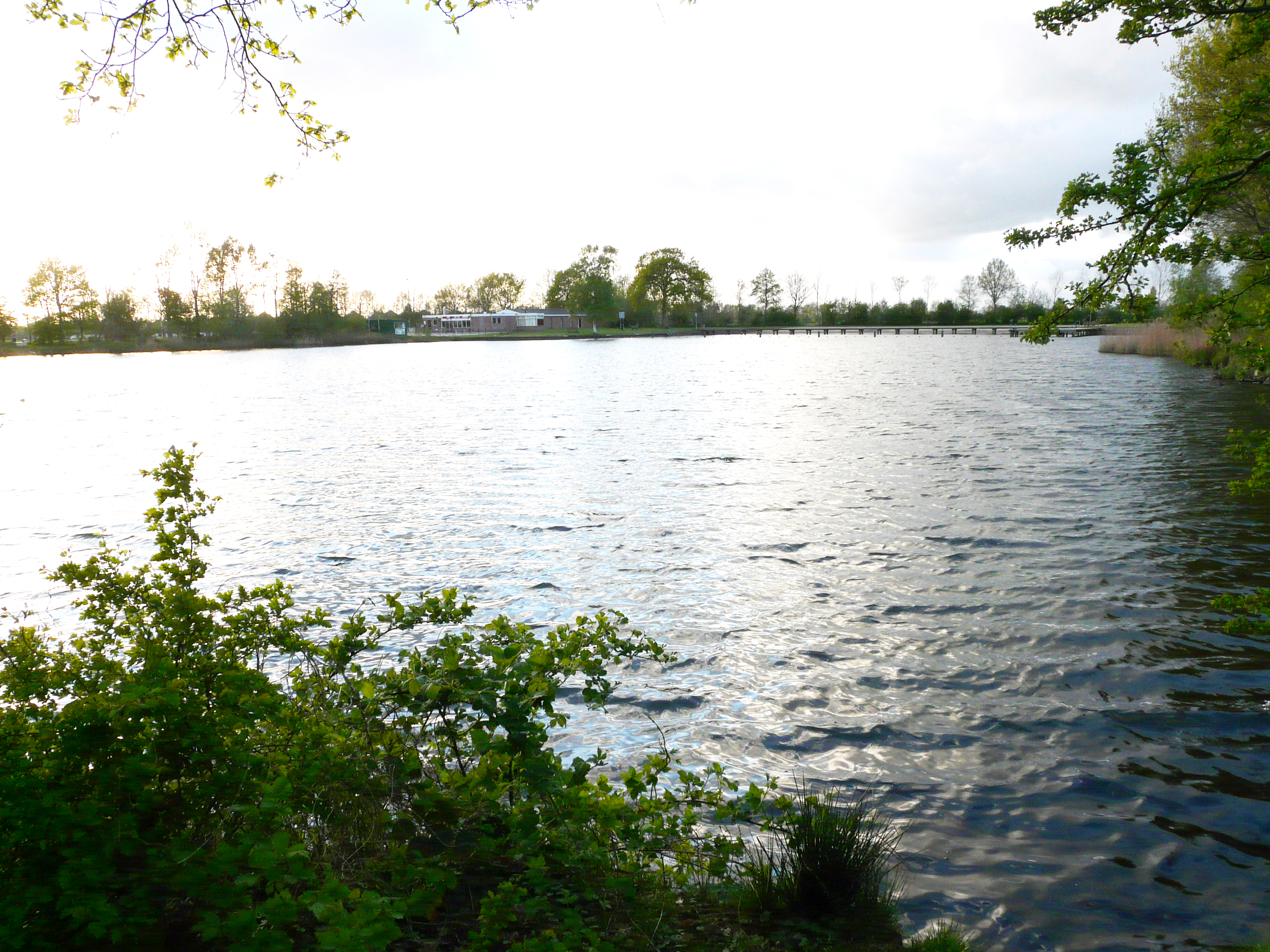
Openlucht natuurzwembad
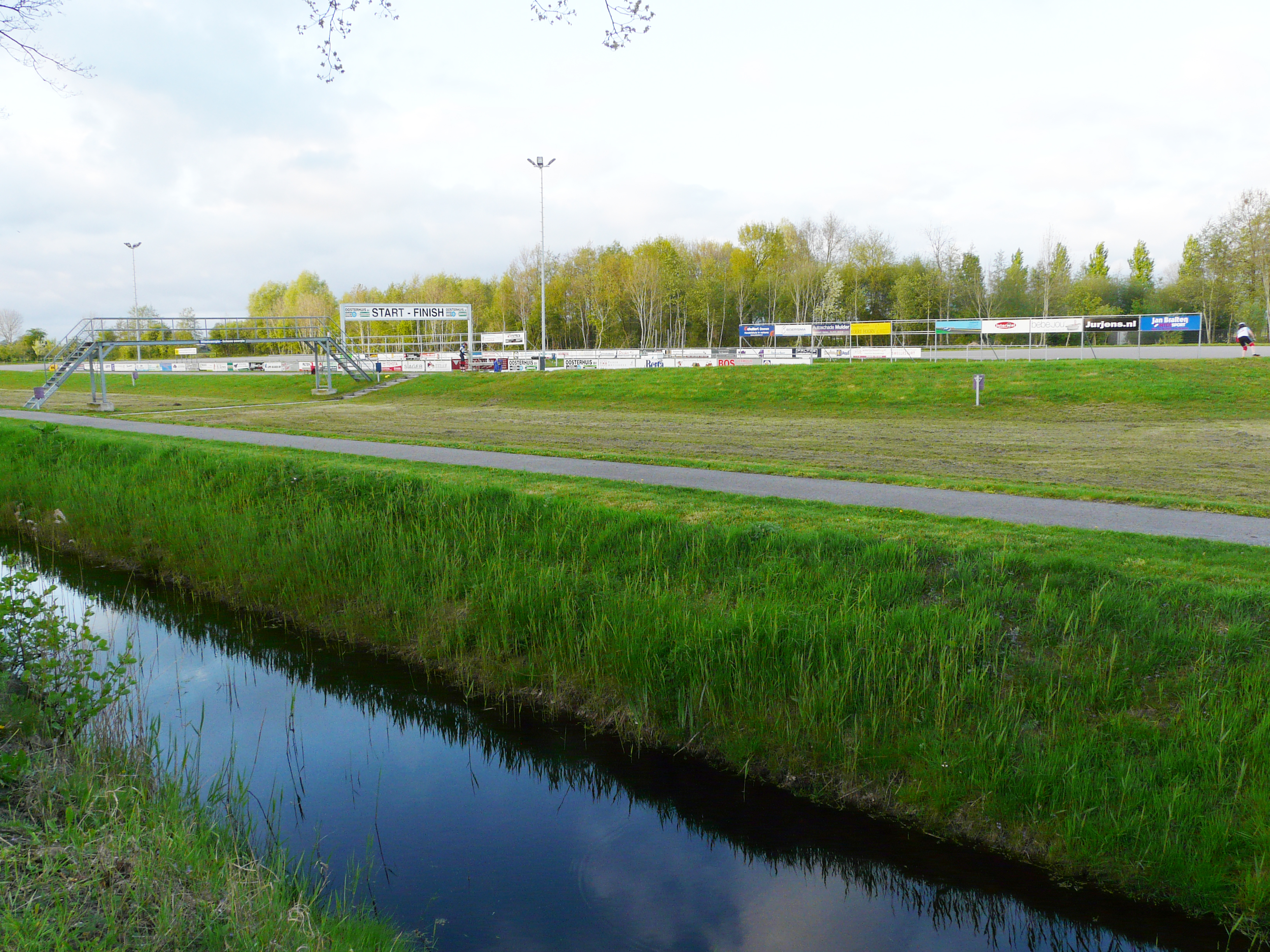
Skeeler- en ijsbaan
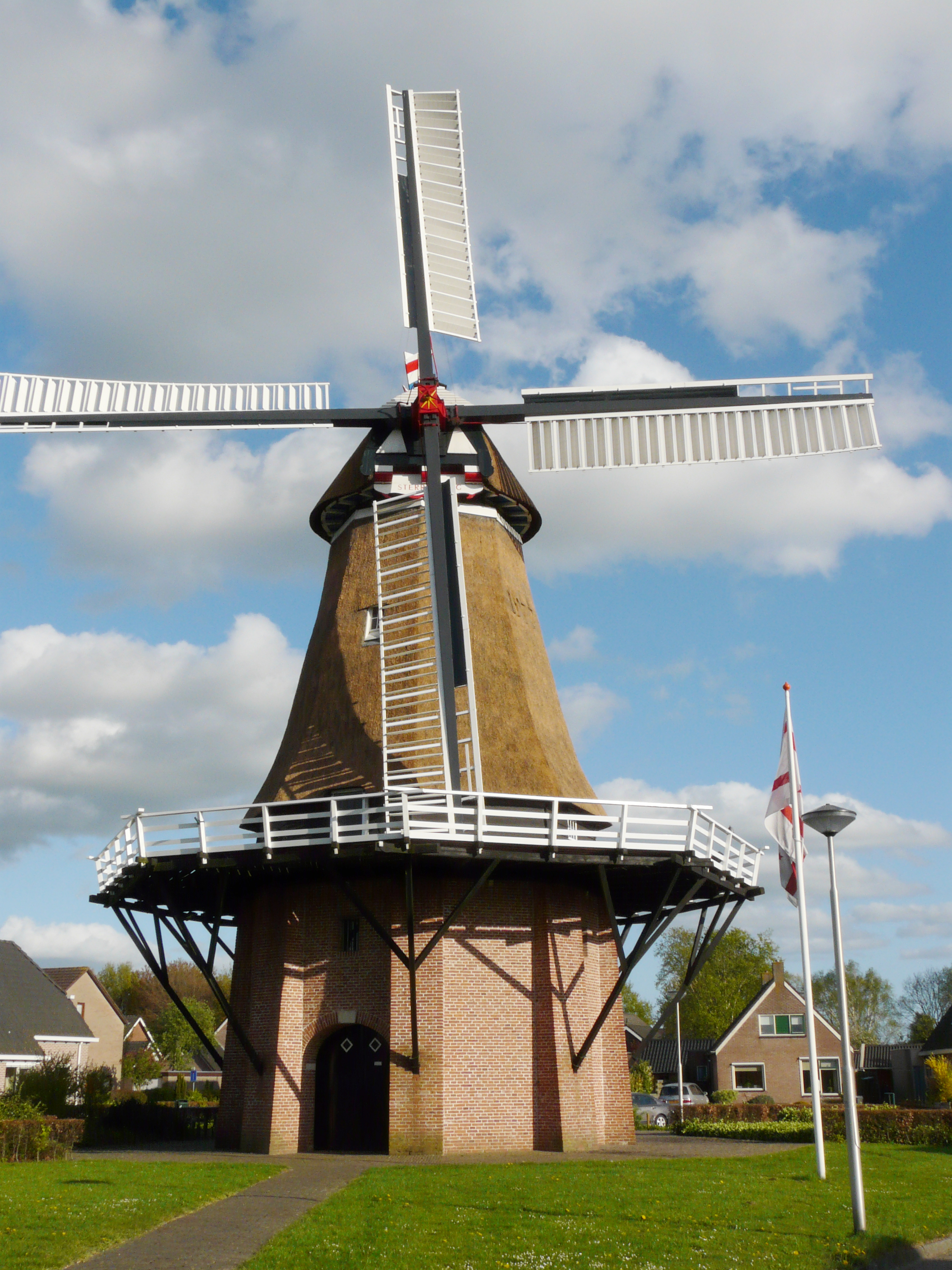
Molen De Sterrenberg
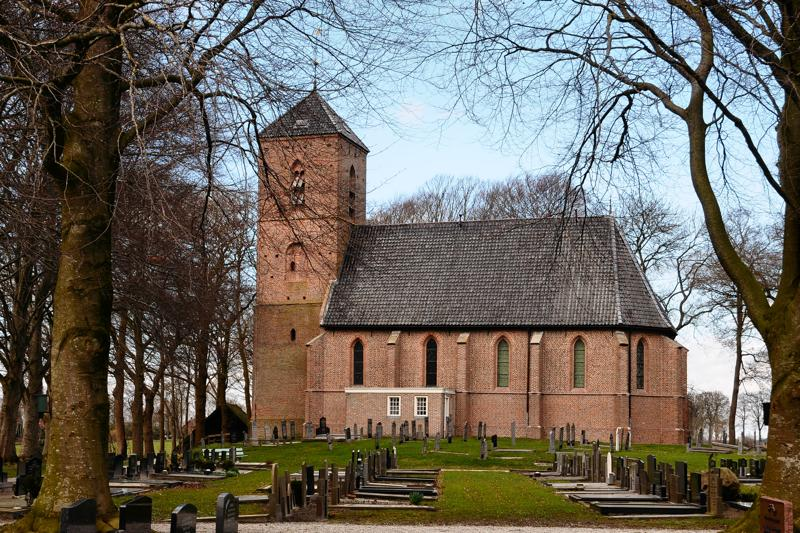
Nederlands Hervormde Kerk te Kolderveen